# Светско првенство у фудбалу за жене 2015. − група А
Група А ФИФА Светског првенства за жене 2015. била је једна од шест групе репрезентација које су се такмичиле на Светском првенству за жене 2015. Групу су чинили домаћини Канада, Кина, Нови Зеланд и Холандија. Утакмице су одигране од 6. до 15. јуна 2015. године.

## Репрезентације групе А
| Позиција на извлачењу | Репрезентација | Конфедерација | Начин квалификовања            | Датум квалификовања | Укупно учешћа | Последње учешће | Најбољи резултат               | ФИФА рангирање на почетку првенства |
| --------------------- | -------------- | ------------- | ------------------------------ | ------------------- | ------------- | --------------- | ------------------------------ | ----------------------------------- |
| A1 (носилац)          | Канада         | Конкакаф      | Домаћин                        | 3 March 2011        | 6.            | 2011            | Четврто место (2003)           | 8                                   |
| A2                    | Кина           | АФК           | АФК Куп Азије за жене 3. место | 17. мај 2014.       | 6.            | 2007            | Другопласирани (1999)          | 16                                  |
| A3                    | Нови Зеланд    | ОФК           | ОФК шампионат за жене победник | 29. октобар 2014.   | 4.            | 2011            | Групна фаза (1991, 2007, 2011) | 17                                  |
| A4                    | Холандија      | УЕФА          | УЕФА плеј-оф победник          | 27. новембар 2014.  | 1.            | —               | —                              | 12                                  |

## Табела
| Pos | Тим         | О | П | Н | И | ГД | ГП | ГР | Бод. | Qualification                   |
| --- | ----------- | - | - | - | - | -- | -- | -- | ---- | ------------------------------- |
| 1   | Канада      | 3 | 1 | 2 | 0 | 2  | 1  | +1 | 5    | Квалификовала се за нокаут фазу |
| 2   | Кина        | 3 | 1 | 1 | 1 | 3  | 3  | 0  | 4    | Квалификовала се за нокаут фазу |
| 3   | Холандија   | 3 | 1 | 1 | 1 | 2  | 2  | 0  | 4    | Квалификовала се за нокаут фазу |
| 4   | Нови Зеланд | 3 | 0 | 2 | 1 | 2  | 3  | −1 | 2    |                                 |

У осмини финала:
- Канада је играла у мечу са Швајцарском (трећепласирана екипа групе Ц).
- Кина је играла у мечу са Камеруном (другопласираном у групи Ц).
- Холандија (као један од четири најбоље  трећепласиране репрезентације) играла је против Јапана (победника из групе Ц).

## Утакмице

### Канада и Кина
| Канада                         | (1 : 0)  | Кина |
| ------------------------------ | -------- | ---- |
| - Кристин Синклер 90+2’ (пен.) | Извештај |      |

| Канада | Кина |

### Нови Зеланд и Холандија
| Нови Зеланд | (0 : 1)  | Холандија          |
| ----------- | -------- | ------------------ |
|             | Извештај | - Леке Мартенс 33’ |

| Нови Зеланд | Холандија |

### Кина и Холандија
| Кина              | (1 : 0)  | Холандија |
| ----------------- | -------- | --------- |
| - Ванг Лиси 90+1’ | Извештај |           |

| Кина | Холандија |

### Канада и Нови Зеланд
| Канада | (0 : 0)  | Нови Зеланд |
| ------ | -------- | ----------- |
|        | Извештај |             |

| Канада | Нови Зеланд |

### Холандија и Канада
| Холандија                | (1 : 1)  | Канада            |
| ------------------------ | -------- | ----------------- |
| - Кирстен ван де Вен 87’ | Извештај | - Ашли Лоренс 10’ |

| Холандија | Канада |

### Кина и Нови Зеланд
| Кина                                     | (2 : 2)  | Нови Зеланд                            |
| ---------------------------------------- | -------- | -------------------------------------- |
| - Ванг Лиси 41’ (пен.) - Ванг Шаншан 60’ | Извештај | - Ребека Скот 28’ - Хана Вилкинсон 64’ |

| Кина | Нови Зеланд |